# Al Jones (Schlagzeuger)
Albert Francis „Al“ Jones (*  18. Dezember 1930 in Philadelphia; † 1976 Belgien) war ein US-amerikanischer Jazz-Schlagzeuger des Modern Jazz.
Jones spielte ab 1949 bei Lionel Hampton und 1952 bis 1955 bei Dizzy Gillespie, mit dem er auch 1953 in Deutschland tourte. Er begleitete Bull Moose Jackson und Arnett Cobb und die Sängerinnen Sarah Vaughan, Billie Holiday und Dinah Washington. 1962 kam er mit dem Living Theater of New York nach Europa und blieb in Belgien. Hier begleitete er durchreisende Musiker wie Dexter Gordon, Clark Terry und Milt Jackson, spielte mit Jean Fanis, Roger Vanhaverbeke, bei Jack Sels und im New Sadi Quartet von Fats Sadi.
Er nahm mit Gillespie, Hampton, Dinah Washington, Sarah Vaughan, Arnett Cobb, Wade Legge (Trio 1953) und Bull Moose Jackson auf.